# Bahrein a 2012. évi nyári olimpiai játékokon
Bahrein a nagy-britanniai Londonban megrendezett 2012. évi nyári olimpiai játékok egyik részt vevő nemzete volt. Az országot az olimpián 3 sportágban 12 sportoló képviselte, akik összesen 1 érmet szereztek.

## Érmesek
| Érem  | Versenyző      | Sportág  | Versenyszám |
| ----- | -------------- | -------- | ----------- |
| Bronz | Marjam Dzsamál | Atlétika | Női 1500 m  |

## Atlétika
Férfi
| Versenyző              | Versenyszám | Előfutam | Előfutam | Előfutam | Elődöntő | Elődöntő | Elődöntő | Döntő         | Döntő         |
| Versenyző              | Versenyszám | Idő      | Hely.    | Össz.    | Idő      | Hely.    | Össz.    | Idő           | Helyezés      |
| ---------------------- | ----------- | -------- | -------- | -------- | -------- | -------- | -------- | ------------- | ------------- |
| Belál Manszúr Ali      | 1500 m      | 3:38,69  | 10.      | 10.      | 3:35,40  | 7.       | 7.       | 3:37,98       | 10.           |
| Bilisuma Shugi Gelassa | 5000 m      | 13:31,84 | 10.      | 25.      |          |          |          | kiesett       | kiesett       |
| Haszan Mahbúb          | 10 000 m    |          |          |          |          |          |          | nem ért célba | nem ért célba |

Női
| Versenyző                 | Versenyszám | Előfutam | Előfutam | Előfutam | Elődöntő | Elődöntő | Elődöntő | Döntő    | Döntő    |
| Versenyző                 | Versenyszám | Idő      | Hely.    | Össz.    | Idő      | Hely.    | Össz.    | Idő      | Helyezés |
| ------------------------- | ----------- | -------- | -------- | -------- | -------- | -------- | -------- | -------- | -------- |
| Genzeb Shumi Regasa       | 800 m       | 2:07,77  | 3.       | 24.      | 2:01,76  | 6.       | 20.      | kiesett  | kiesett  |
| Genzeb Shumi Regasa       | 1500 m      | 4:14,02  | 8.       | 34.      | kiesett  | kiesett  | kiesett  | kiesett  | kiesett  |
| Marjam Dzsamál            | 1500 m      | 4:05,39  | 3.       | 3.       | 4:02,18  | 4.       | 4.       | 4:10,74  |          |
| Mimi Belete Gebregeiorges | 1500 m      | 4:07,01  | 5.       | 12.      | 4:05,91  | 8.       | 18.      | kiesett  | kiesett  |
| Tejitu Daba               | 5000 m      | 15:05,59 | 6.       | 14.      |          |          |          | 15:21,34 | 12.      |
| Shitaye Eshete            | 5000 m      | 15:05,48 | 8.       | 13.      |          |          |          | 15:19,13 | 10.      |
| Shitaye Eshete            | 10 000 m    |          |          |          |          |          |          | 30:47,25 | 6.       |
| Lishan Dula Gemgchu       | Maraton     |          |          |          |          |          |          | 2:36:20  | 62.      |

## Sportlövészet
Női
| Versenyző      | Versenyszám           | Selejtező | Selejtező | Döntő   | Döntő    |
| Versenyző      | Versenyszám           | Pont      | Helyezés  | Pont    | Helyezés |
| -------------- | --------------------- | --------- | --------- | ------- | -------- |
| Azza al-Kászmi | Sportpuska, összetett | 576       | 33.       | kiesett | kiesett  |

## Úszás
Férfi
| Versenyző      | Versenyszám    | Előfutam | Előfutam | Előfutam | Elődöntő | Elődöntő | Elődöntő | Döntő   | Döntő    |
| Versenyző      | Versenyszám    | Idő      | Hely.    | Össz.    | Idő      | Hely.    | Össz.    | Idő     | Helyezés |
| -------------- | -------------- | -------- | -------- | -------- | -------- | -------- | -------- | ------- | -------- |
| Hálid Ali Baba | 100 m pillangó | 1:04,05  | 3.       | 43.      | kiesett  | kiesett  | kiesett  | kiesett | kiesett  |

Női
| Versenyző        | Versenyszám | Előfutam | Előfutam | Előfutam | Elődöntő | Elődöntő | Elődöntő | Döntő   | Döntő    |
| Versenyző        | Versenyszám | Idő      | Hely.    | Össz.    | Idő      | Hely.    | Össz.    | Idő     | Helyezés |
| ---------------- | ----------- | -------- | -------- | -------- | -------- | -------- | -------- | ------- | -------- |
| Szára al-Flaídzs | 50 m gyors  | 33,81    | 5.       | 68.      | kiesett  | kiesett  | kiesett  | kiesett | kiesett  |